# Вооружённые силы Приднестровской Молдавской Республики

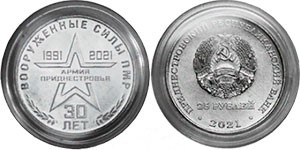
Юбилейная монета Приднестровья номиналом 25 рублей, приуроченная к 30-летию со дня создания Вооружённых сил ПМР, 2021

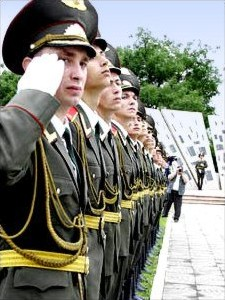
Военнослужащие Приднестровья

Вооружённые силы Приднестровской Молдавской Республики (сокр. ВС ПМР, молд. Форцеле армате але Републичий Молдовенешть Нистрене, укр. Збройні сили Придністровської Молдавської Республіки) — государственная военная организация непризнанной Приднестровской Молдавской Республики, предназначенная для защиты народа, суверенитета, независимости и территориальной целостности ПМР, были созданы 6 сентября 1991 года. По состоянию на 2023 год, за всё время своего существования участвовали в конфликте в Приднестровье и инциденте в Бендерах.
День Вооружённых сил Приднестровья отмечается 6 сентября.

## История
6 сентября 1991 года Верховный Совет ПМР принял постановление «О мерах по защите суверенитета и независимости республики», согласно которому и началось формирование Вооружённых сил. Первым созданным формированием стала Республиканская гвардия. В первом боестолкновении гвардия ПМР участвовала 13 декабря 1991 года при отражении атаки молдавских войск на город Дубоссары. К концу 1991 года организационное формирование приднестровских вооружённых сил было в целом завершено.
Вскоре после начала широкомасштабного конфликта, 17 марта 1992 года было создано Народное ополчение (существующее и сейчас).
После вооружённого конфликта с Молдавией, 3 сентября 1992 года была утверждена Концепция строительства Вооружённых Сил Приднестровья, в соответствии с которой к концу 1992 года были сформированы основные структуры министерства обороны, новая организационно-штатная структура, соединения, части и подразделения, разработан план боевой и мобилизационной готовности.
14 марта 1993 года личный состав Вооружённых Сил принял военную присягу.

## Современное состояние

Опознавательный знак ВВС ПМР

Вооружённые силы Приднестровья состоят из мотострелковых, авиационных, артиллерийских, противовоздушных соединений и частей, войска специального и тылового обеспечения, в качестве резерва — структура Народного ополчения.
В ПМР действует всеобщая воинская обязанность, срок срочной службы составляет 1 год. Прошедшие срочную службу образуют резерв. Кроме того, часть военнослужащих служит по контракту. Общая численность ВС ПМР составляет 15000 человек. В случае начала боевых действий численность может быть быстро увеличена до 80 тысяч человек.
На вооружении имеется ПМР около 30 единиц РСЗО «Град».

## Руководство
- Министр обороны — генерал-лейтенант[3] Обручков, Олег Александрович
- Начальник Главного штаба Вооружённых сил — генерал-майор Павел Михайлов

## Структура
Самым крупным формированием в ВС ПМР является бригада, самым маленьким — отделение. В состав отделения входит 10 человек. Три отделения входят в состав взвода. Во взводе 32 человека. Три взвода входят в состав роты. 4 роты, миномётная батарея и отдельные подразделения (взводы) входят в состав батальона. Мотострелковые бригады для  развёртывания в полноценные формирования нуждаются в доукомплектовании резервистами.
Состав ВС ПМР:
- 1-я отдельная гвардейская мотострелковая ордена Республики бригада имени генерал-полковника С. Ф. Кицака (г. Тирасполь).

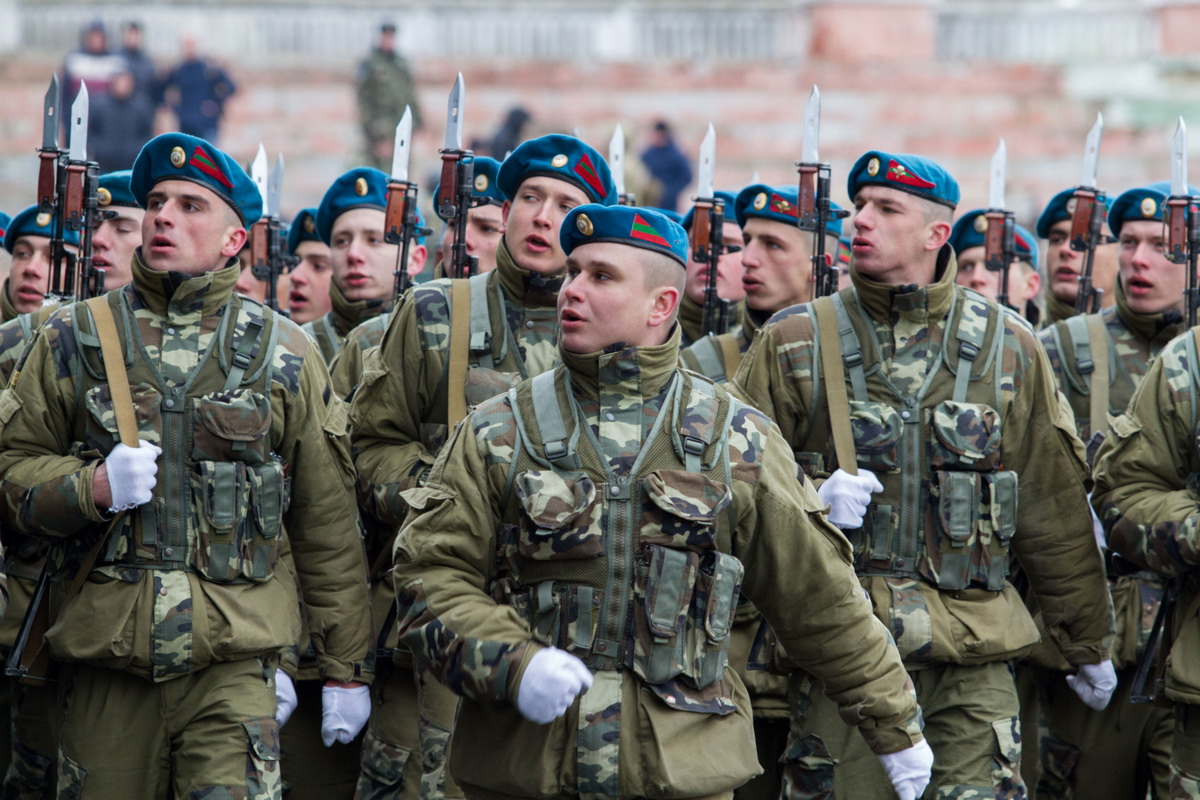
Военнослужащие парашютисты ВС Приднестровья.

- 2-я отдельная мотострелковая бригада (г. Бендеры),
- 3-я отдельная мотострелковая бригада (г. Рыбница),
- 4-я отдельная мотострелковая бригада (г. Дубоссары),
- отдельный батальон специального назначения (Тирасполь) (в составе парашютно-десантная рота)[6].
- отдельный артиллерийский полк (Тирасполь)
- отдельный зенитный артиллерийский полк,
- отдельный разведывательный батальон,
- отдельный инженерно-сапёрный батальон (Парканы)[4],
- отдельный батальон связи (Тирасполь)
- отдельный батальон тылового обеспечения (Тирасполь)
- отдельный ремонтный батальон[7].
- отдельный миротворческий батальон
- Комендантская рота при Генеральном штабе (Тирасполь)

## Военное образование
Пополнение офицерского состава Вооружённых сил Приднестровской Молдавской Республики происходит за счёт подготовки в Военном институте министерства обороны. Также имеются курсы подготовки военных специалистов, которые готовят прапорщиков и старшин. Огромный вклад в развитие и становление военного образования Приднестровья был внесён основателем и руководителем военной кафедры при ПГУ им. Т. Г. Шевченко, впоследствии первым начальником Военного института Министерства обороны ПМР полковником Мамруковым Николаем Петровичем. Им были разработаны основные положения и руководящие документы для военно-учебных заведений ПМР. Под его руководством в 2002 создана научно-исследовательская лаборатория «ПОИСК», коллективы которой занимались вопросами безопасности государства. Ликвидирована в 2018 году министром обороны ПМР генерал-майором Обручковым.